# Miguel Iglesias (regista)
Miguel Iglesias Bonns (Barcellona, 6 giugno 1915 – Barcellona, 7 marzo 2012) è stato un regista e sceneggiatore spagnolo.
Fu accreditato talvolta con gli pseudonimi: M.I. Bonns, Miquel Iglesias Bonns, J. Miguel Iglesias, M. Iglesias e Miquel Iglesias.

## Biografia
Iglesias, ha iniziato la sua carriera con i cortometraggi e ha debuttato nel cinema nel 1942, con il film Su excelencia el mayordomo. Fino al 1988 ha girato quasi quaranta film di ogni genere. Iglesias, aveva la capacità di adattarsi al mercato e di dirigere generi cinematografici popolari, trasformato i melodrammi degli anni '50. In seguito, film d'avventura, fantasy, thriller, dell'orrore fino a film erotici. Ha ottenuto lo status di cult attraverso il film del 1975: Il licantropo e lo yeti (La maldición de la bestia) e i suoi tre film: Tarzan - I segreti della jungla (Tarzán y el misterio de la selva) del 1973, Kilma, la regina della jungla (La diosa salvaje) del 1975 e Kilma la regina della jungla (Kilma, reina de las amazonas) del 1976.

## Filmografia

### Regista
- Adversidad (1944)
- Las tinieblas quedaron atrás (1948)
- Ley del mar (1952)
- El cerco (1955)
- Un heredero en apuros (1956)
- Veraneo en España (1956)
- No estamos solos (1956)
- Los ojos en las manos (1956)
- Un tesoro en el cielo (1957)
- Su desconsolada esposa (1960)
- Dio, come ti amo! (1966)
- Occhio per occhio, dente per dente (1967)
- Samrtno prolece, co-regia di Stevan Petrovic (1973)
- Il licantropo e lo yeti (La maldición de la bestia) (1975)
- La tercera edat (1978) - cortometraggio
- Una rosa al viento (1984)
- El lío de papá (1985)

### Regista e sceneggiatore
- Su excelencia el mayordomo (1942)
- El fugitivo de Amberes (1955)
- Tu marido nos engaña (1960)
- La spada del Cid (1962)
- Carta a una mujer (1963)
- Noches del universo, co-regia di Germán Lorente (1964)
- Muerte en primavera (1965)
- Después del gran robo (1967)
- Canta María Cinta (1969) - cortometraggio
- Pirineo de Lérida (1970) - cortometraggio
- Il delitto della signora Reynolds (Presagio) (1970)
- Paradores de turismo del Pirineo (1971) - cortometraggio
- Arte e historia en Lérida (1971) - cortometraggio
- Tarzan - I segreti della jungla (Tarzán y el misterio de la selva) (1973)
- Kilma, la regina della jungla (La diosa salvaje) (1975)
- Furia e le amazzoni (Kilma, reina de las amazonas) (1976)
- Desnuda inquietud (1976)
- La isla de las vírgenes ardientes (1977)
- Violación inconfesable (1981)
- Barcelona Connection (1988)

### Sceneggiatore
- Melodías prohibidas, regia di Francisco Gisbert (1942)
- Sendas marcadas, regia di Juan Bosch (1957)
- Esa pícara pelirroja, regia di José María Elorrieta (1963)
- Tequila! (Uno, dos, tres... dispara otra vez), regia di Tulio Demicheli (1973)

### Produttore
- Fontana di Trevi, regia di Carlo Campogalliani (1960)